# Alberico da Barbiano
Alberico da Barbiano, dito O Grande, (Barbiano di Cotignola, 1344 – Castello di Pieve del Vescovo, 26 de abril de 1409) foi um condottiero italiano, capitão de aventura e conde de Cunio.
Alberico era filho de Alidosio I, descendente de uma antiga família de Imola, de origem carolíngia, os Da Barbiano, condes de Cunio e cavalheiros de Barbian, Lugo e Zagonara.
Alberico foi um dos primeiros mercenários italianos, responsável por liderar grupos de soldados e prestar serviços a nobres que precisassem de sua força. Iniciou sua carreira militar seguindo o inglês Giovanni Hawkwood, em 1376, para já no ano seguinte possuir suas próprias tropas. Em  agosto de 1378 formou seu exército com soldados italianos de diversas regiões, e a batizou de Companhia de São Jorge, em homenagem ao soldado morto pelas tropas de Diocleciano. A Companhia de São Jorge chegou a possuir cerca de 7 mil soldados e 1 mil cavalos.
Prestou serviços a Barnabé Visconti, senhor de Milão em 1378; papa Urbano VI em 1379; empreendeu três campanhas em Nápoles, a primeira para Carlos III de Durazzo, ajudando-lhe a tomar o trono de Nápoles e dois anos depois ajudando-o a manter o poder durante tentativa de Luis de Anjou em tomar para si o reino de Nápoles. Foi chamado uma terceira vez para ajudar Ladislau I a manter-se como rei de Nápoles, mantendo a dinastia Durazzo no poder. 
Feito prisioneiro em Ascoli em 24 de abril de 1392, ele foi libertado por Gian Galeazzo Visconti, para o qual ele lutou por muito tempo. Seu trabalho mais importante foi a luta contra Giovanni Bentivoglio, vencido e morto por Alberico durante a Batalha de Casalecchio, em 26 de junho de 1402, em Bolonha.
Seu último trabalho foi à serviço de Ladislau I de Nápoles, em sua quarta passagem pelo reino. Dirigiu a invasão da Toscana, quando  morreu de alguma doença na bexiga. A sua companhia transformou-se em modelo para outros grupos mercenários ao longo do século XV.